# Île de Lerne
L'île de Lerne est une petite île située dans le golfe du Morbihan, à l'est de l'île d'Arz. Elle fait partie de la commune de l'Île-d'Arz et possède une forme quasi circulaire d'environ 200 mètres de diamètre.

## Histoire
À la fin des années 1620, l'île de Lerne a été offerte aux Carmes Déchaussés, une branche de l'Ordre du Carmel, par Jean Morin, seigneur du Bois-de-Tréhant, et Jeanne Huteau, sa femme. Durant la révolution, les biens de l'ordre ont été confisqués et l’île de Lerne fut adjugée le 16 juin 1792, au sieur Salel pour 142 livres.

## Toponymie
En breton Enez al Lern, signifiant l'île du renard.[réf. souhaitée]